# Söndagsstek (film)
Söndagsstek är en psykologisk triller av Olof Berghe från 2023 med Sten Ljunggren och Tuva Jagell i huvudrollerna.
Holger (Sten Ljunggren) bor ensam i en lägenhet. När 60 år yngre Anna (Tuva Jagell) flyttar in i samma trappuppgång vaknar Holgers lustar till liv och han bjuder in henne på söndagsmiddag. Om hans ansträngningar visar sig vara förgäves har han alltid en plan B i beredskap.